# Liste des quartiers de Vitoria-Gasteiz
 (mai 2021).
Le contenu est difficilement compréhensible vu les erreurs de traduction, qui sont peut-être dues à l'utilisation d'un logiciel de traduction automatique.
 (mai 2021).

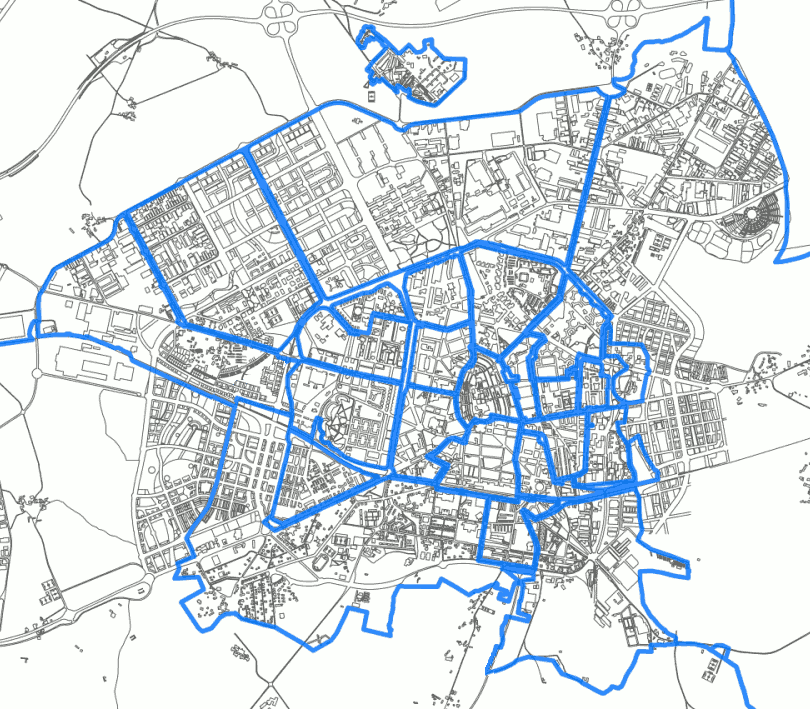
Plano del casco urbano de Vitoria

Cette liste des quartiers de Vitoria-Gasteiz, comprend les différents districts, quartiers et zones de la commune de Vitoria-Gasteiz, en Alava dans la communauté autonome du Pays basque.
À Vitoria-Gasteiz, existent plusieurs districts, qui sont à leur tour divisés en quartiers. Les quartiers qui n'appartiennent pas à un district en particulier sont classés en fonction de leur position relative par rapport à Alde Zaharra, le centre historique.

## Nord

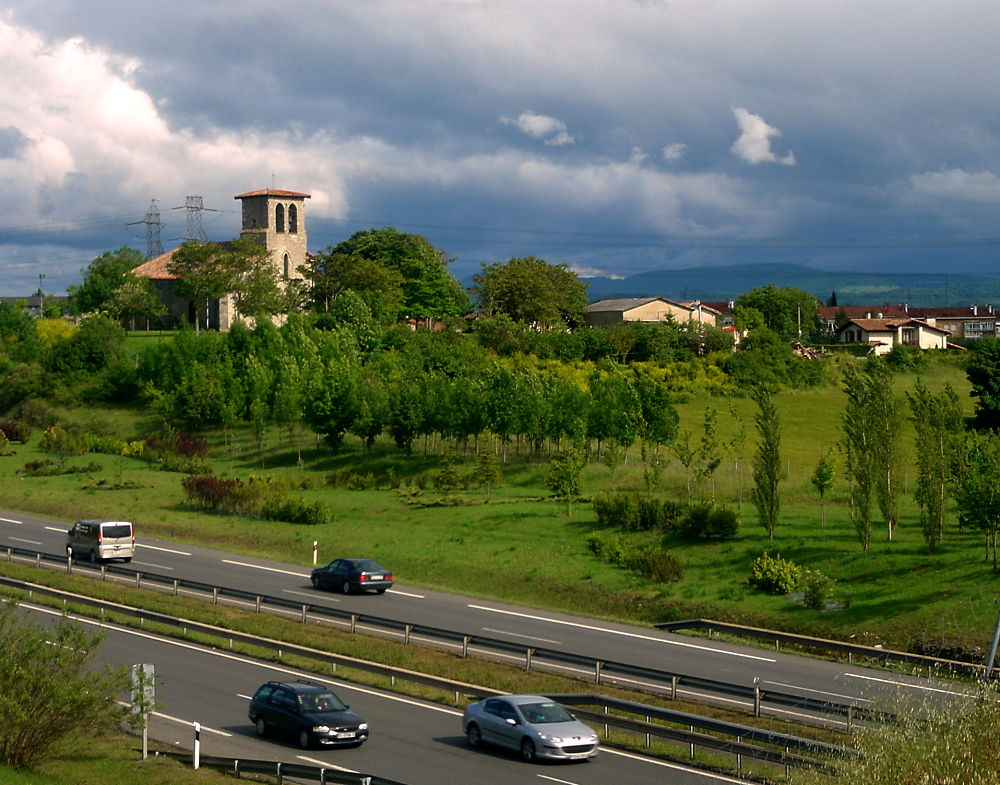
El pueblo de Abetxuko se ubica sobre una colina, junto a la que pasa actualmente la autovía A-1.

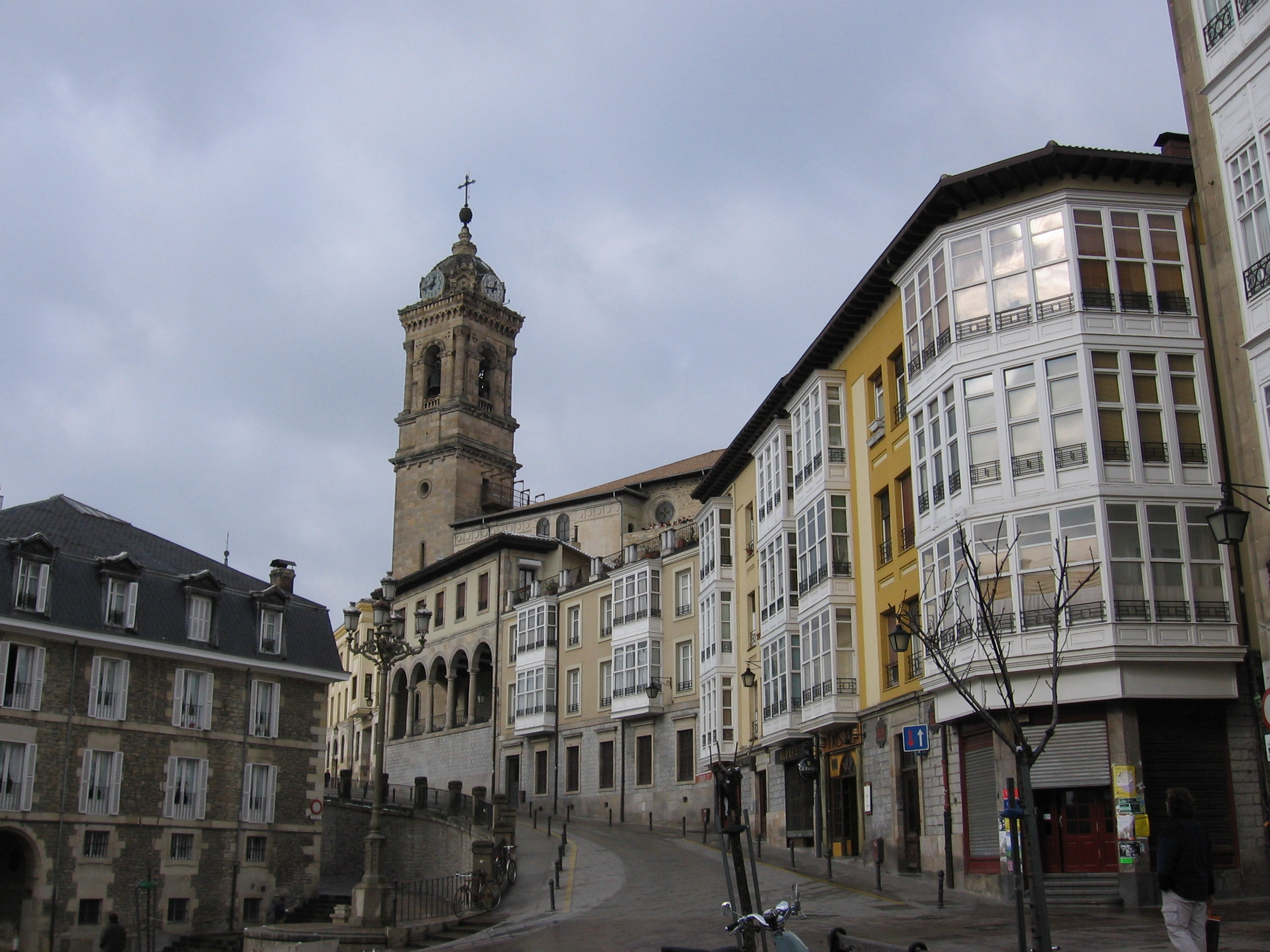
Imagen de la plaza del machete y la Iglesia de San Vicente en el casco viejo vitoriano.

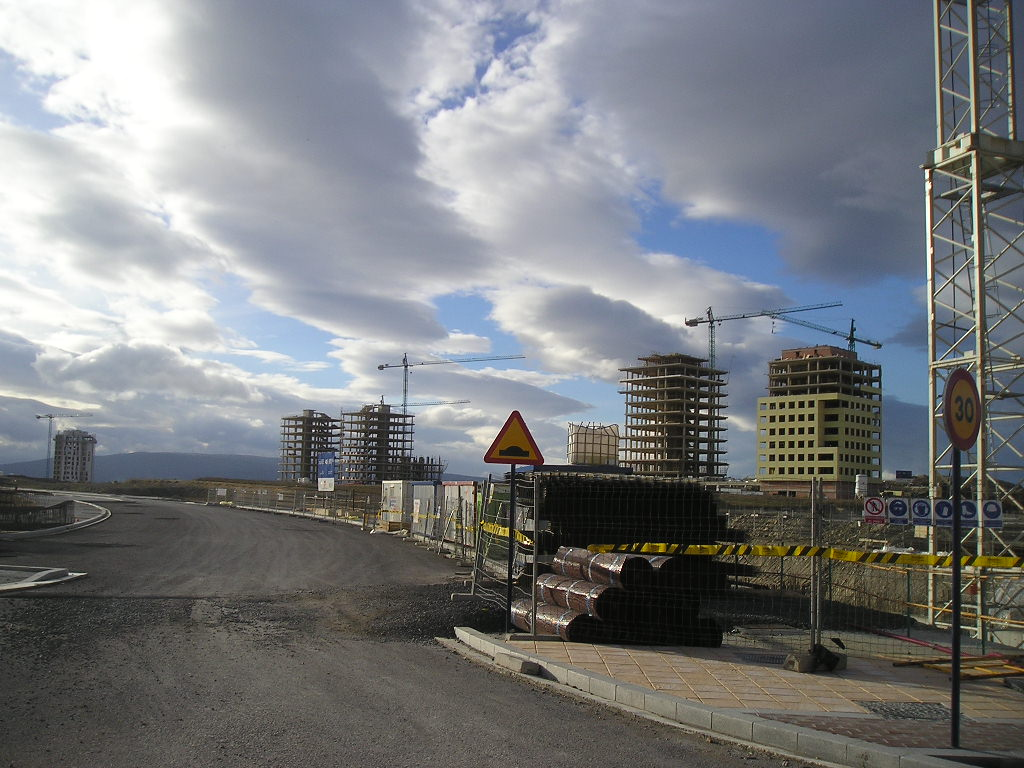
District de Zabalgana en construction.

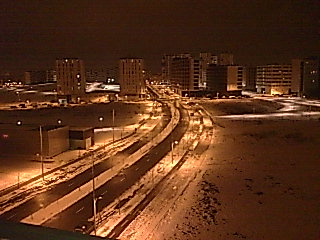
Vue nocturne de Mariturri.

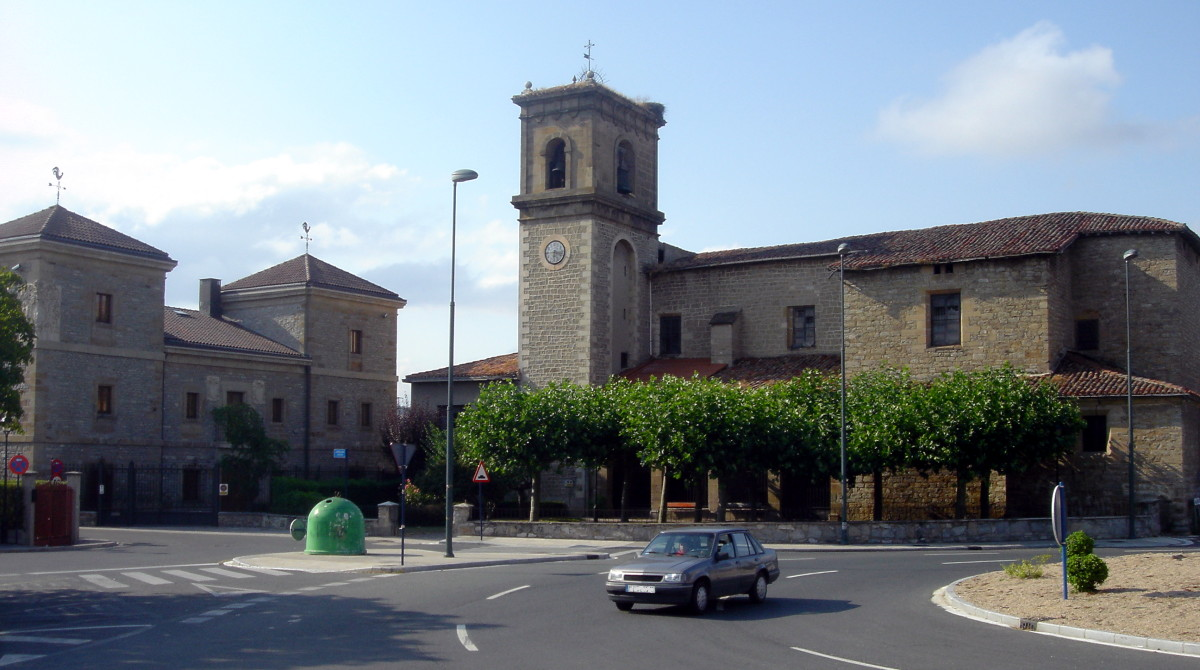
Église de Gamarra.

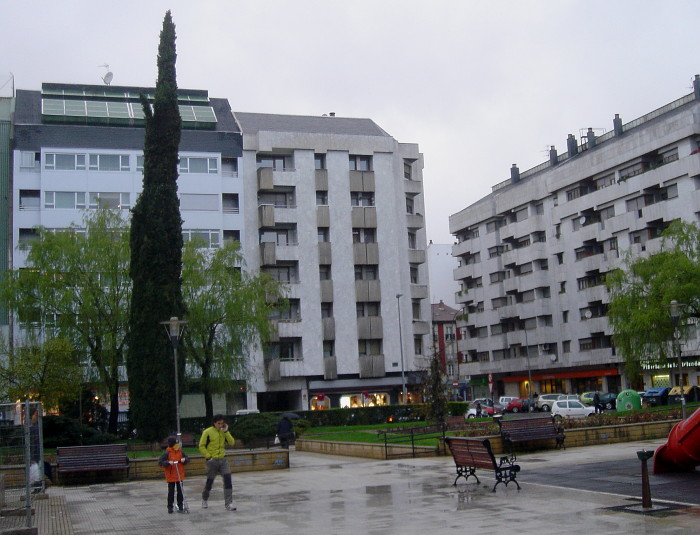
Place Santa Bárbara à Babesgabeak

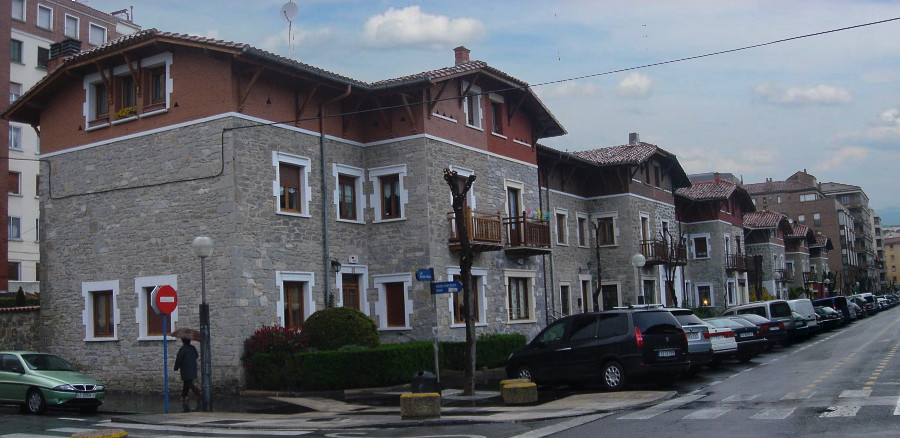
Les casas baratas de Judimendi.

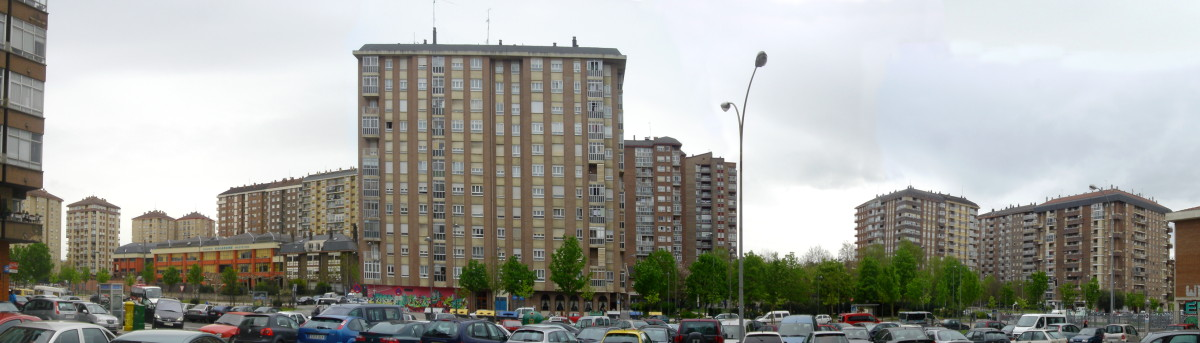
Vue de l'ouest du quartier de Santa Luzia.

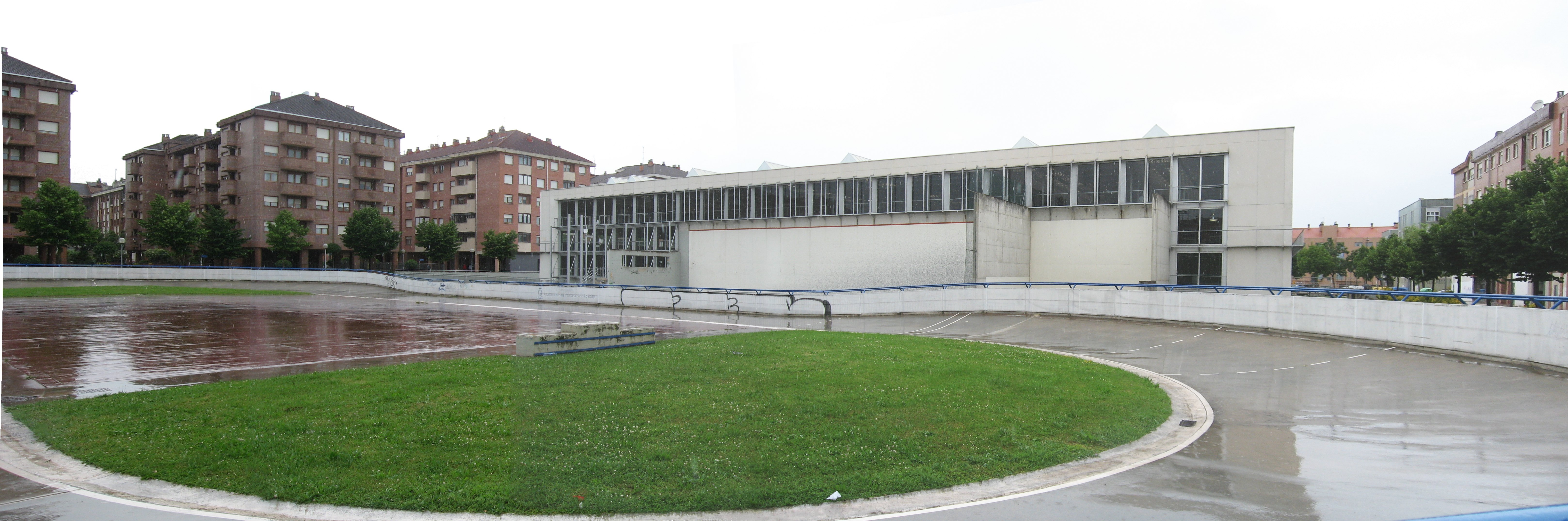
Quartier de Ariznabarra et son centre-ville

- Abetxuko.
- Zaramaga.
- Pilar.
- District de Lakua : 
  - Lakua (centre) ;
  - Arriaga-Lakua ;
  - Lakuabizkarra ;
  - Ibaiondo.

## Centre
- Alde Zaharra (Casco Viejo en espagnol), Le Vieux Quartier.
- Zabalgunea.
- Lovaina.
- Koroatzea.

### Koroatzea
Koroatzea est un quartier situé dans le centre de la ville, à l'ouest du Casco Viejo. C'est un des quartiers les plus anciens de la ville, urbanisé et habité dans les premières décennies du XXe siècle et y compris quelques zones au XIXe siècle. Il se limite à l'est avec le quartier historique, au nord avec Pilar, le Parc du Nord le sépare de Zaramaga et au sud avec Lovaina.

#### Rues
- Beato Tomás de Zumárraga
- Plaza de Aldave
- Plaza Marqués Alameda
- Cercas Bajas
- Domingo Beltrán de Otazu
- Badaya
- Aldave
- Gorbea
- Cruz Blanca
- Navarro Villoslada
- Bruno Villarreal
- Eulogio Serdán
- Kutxa
- Manuel Díaz de Arcaya
- Plaza de la Fuente de los Patos (fontaine des canards)
- Pasaje de Eulogio Serdán
- Coronación de la Vírgen Blanca (couronnement de la vierge blanche)
- Plaza de la Ciudadela (de la citadelle)
- Plaza Zaldiaran
- Beethoven
- Plaza Pascual Andagoya
- Tenerías
- Julián Apraiz
- Plaza de Santo Domingo
- Simón de Anda

#### Installations
- Hôpital Privé San José
- Centre Civique Aldave
- Collège privé Presentación de María (présentation de Marie)
- Ikastola Landazuri

#### Situation
C'est un des quartiers où la population autochtone a fortement chuté dû au vieillissement de la population. Sa chute, a été compensée toutefois par l'arrivée de population immigrante, qui est majoritaire dans la zone d'Aldave, limite avec le Casco Viejo. Cela fait que le quartier soit encore des plus peuplés de Vitoria, malgré cette descente démographique dans les dernières années de la décennie 1990.
Cette zone d'Aldave, proche du Parc du Nord et de la rue Barrancal, est considérée par les vitorianos/as (gentilé de Vitoria) comme une des zones les plus incertaines de la ville[Quoi ?].
Toutefois, cette situation n'est pas vécue dans la zone la plus éloignée du noyau, puisque les rues Gorbea, Badaya ou Basoa sont d'importants noyaux commerciaux de la ville, très populaires pour les vitorians, surtout la "Route de Bars" de la Calle Gorbea, qui a été consolidé[Quoi ?] comme un point d'atmosphère nocturne très parcourue, surtout le jeudi, grâce aux offres des établissements de la zone.

#### Transports
| ligne | Nom         | Destination Aller            | Destination Retour           | Arrêt dans le quartier    |
| ----- | ----------- | ---------------------------- | ---------------------------- | ------------------------- |
|       | Abetxuko    | Abetxuko                     | Babesgabeak-Paz              | Domingo Beltrán           |
|       | Zaramaga    | Zaramaga                     | Babesgabeak-Paz              | Domingo Beltrán           |
|       | Jundiz      | Jundiz                       | Babesgabeak-Paz              | Béat Tomás de Zumárraga   |
|       | Casco Viejo | Babesgabeak-Paz (circulaire) | Babesgabeak-Paz (circulaire) | Eulogio Serdán, Koroatzea |

## Centre-Ouest
- Txagorritxu.
- San Martin.
- Gazalbide.

## Périphérie ouest
- Sansomendi.
- Ehari-Ali.
- District de Zabalgana :
  - Zabalgana ;
  - Mariturri ;
  - Aldaia ;
  - Borobizkarra ;
  - Elejalde.

## Nord-Est
- Arantzabela (Aranzabela en espagnol).
- Arana.
- Aranbizkarra (Aranbizcarra en espagnol).
- Done Jakue (Santiago en espagnol).
- Anglo-Vasco.
- Anciens villages :
  - Betoño ;
  - Eskalmendi ;
  - Gamarra Menor ;
  - Gamarra Mayor.

## Est
- Babesgabeak (Desamparados en espagnol)
- Judimendi (Judizmendi en espagnol)
- Santa Luzia (Santa Lucía en espagnol)
- District de Salburua : 
  - Salburua ;
  - Santo Tomás ;
  - Ibaialde ;
  - Arcayate.
- Ancien village  de Elorriaga.

## Sud-Est
- Adurtza (Adurza en espagnol).
- San Kristobal (San Cristóbal en espagnol).
- Errekaleor
- Polygones :
  - Oritiasolo ;
  - Venta La Estrella.
- Anciens villages :
  - Aretxabaleta ;
  - Gardelegi (Gardelegui en espagnol).

## Sud-Ouest
- Ariznabarra (Ariznavarra en espagnol).
- Armentia.
- District de Mendizorrotza :
  - Mendizorrotza ;
  - El Batán ;
  - Ciudad Jardín.
- Campus universitaire.

## Districts
- Abetxuko (Abechuco en espagnol).
- Adurtza (Adurza en espagnol).
- Ehari-Ali (Ali-Gobeo en espagnol).
- Arana.
- Aranbizkarra (Arambizcarra en espagnol).
- Arantzabela
- Ariznabarra (Ariznavarra en espagnol).
- Arriaga-Lakua.
- Alde Zaharra (Casco Viejo en espagnol).
- Koroatzea (Coronación en espagnol).
- Babesgabeak (Desamparados en espagnol).
- Anglo-Vasco (El Anglo en espagnol).
- Pilar (El Pilar en espagnol).
- Zabalgunea (Ensanche en espagnol).
- Gazalbide.
- Judimendi (Judizmendi en espagnol).
- Lovaina.
- Mendizorrotza (Mendizorroza en espagnol).
- Salburua.
- San Kristobal (San Cristóbal en espagnol).
- San Martin (San Martín en espagnol).
- Sansomendi
- Santa Luzia (Vitoria-Gasteiz) (Santa Lucía en espagnol).
- Done Jakue (Santiago en espagnol).
- Txagorritxu (Chagorrichu en espagnol).
- Zabalgana.
- Zaramaga.

## Zones rurales
- Zone Rurale Est de Vitoria-Gasteiz
- Zone Rurale Nord-Ouest de Vitoria-Gasteiz
- Zone Rurale Sud-Ouest de Vitoria-Gasteiz